# 基沙河
44°03′29″N 40°10′20″E / 44.05806°N 40.17222°E

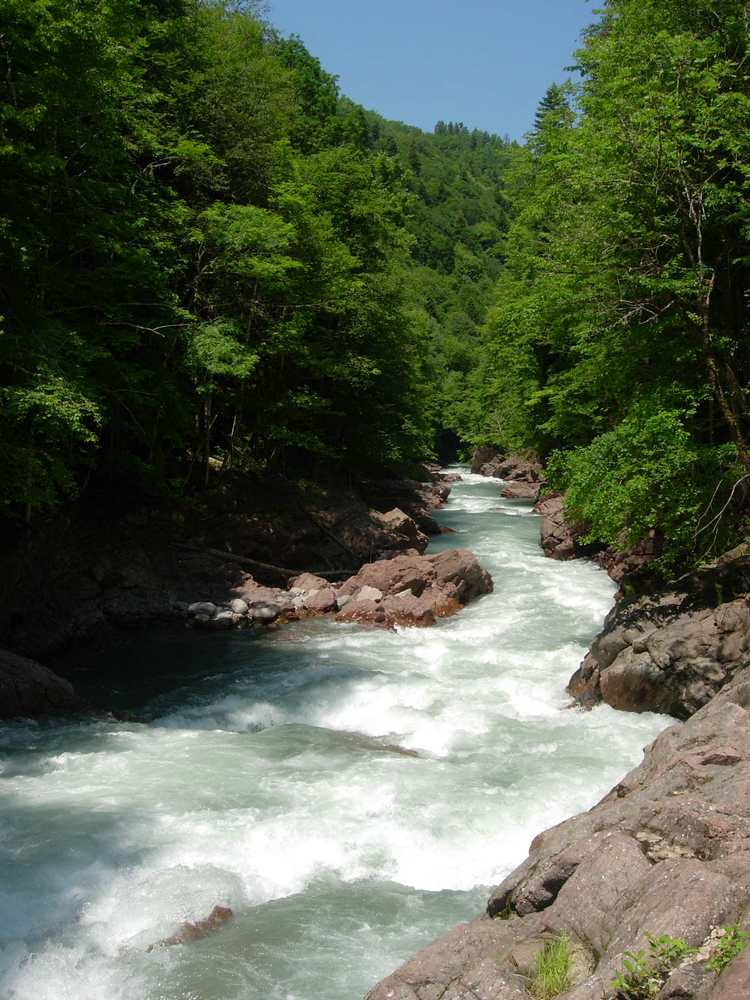

基沙河（俄语：Киша），是俄羅斯的河流，位於該國西南部阿迪格共和國，屬於別拉亞河的右支流，河水來自丘古什山的融雪，河道全長52公里，流域面積499平方公里。